# Roy Brown (aviador)

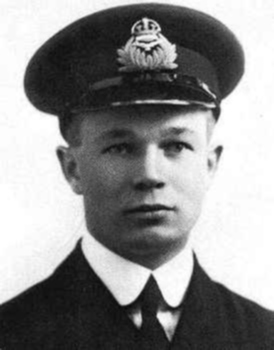
Roy Brown (aviador)

El Capitán Arthur Roy Brown (23 de diciembre de 1893 - †9 de marzo de 1944) fue un canadiense de la CVR en la Primera Guerra Mundial. En esta, dijo haberle disparado a Manfred von Richthofen, el "Barón Rojo", pero luego se descubrió que el disparo fue dirigido desde tierra, lo cual descarta la posibilidad que Brown le hubiera disparado satisfactoriamente.

## Primeros años
Arthur Roy Brown era el menor de cinco hermanos; cuyos nombres eran Howard, Margaret, Bessie, Horace y Roy. Mientras estaba haciendo la secundaria, lo transfirieron a un curso de negocios para asumir finalmente el control en el negocio de la familia. Luego de este curso, quiso entrar en la universidad para estudiar administración de negocios, pero necesitaba la matrícula de la secundaria, que él no tenía. Luego, fue a la secundaria nuevamente, y entre 1913 y 1915 consiguió su diploma.

## Entrenamiento
Brown quiso alistarse en el ejército tan pronto se graduara. Y así lo hizo en 1915 como cadete oficial en el cuerpo de entrenamiento de los oficiales del ejército. La tecnología de vuelo actual lo había fascinado. Miraba a los aviones con esperanza. El RFC y el RNAS reclutaban gente en Canadá, para hombres que tuvieran buen manejo para el vuelo. Tenían que terminar un curso de vuelo para demostrar que eran realmente buenos manejando un avión, lo que había de hacerse antes de alistarse. Él creía que no tenía que hacerlo, ya que su padre había estado en el RFC. Así que su padre le dijo que se alistara en el RNAS, así no tendría ningún tipo de conexión. 
Brown intentó alistarse en el RNAS pero necesitaba un certificado de piloto, por lo que tuvo que pagarse unas lecciones privadas, ya que las escuelas estaban llenas.
Recibió su licencia el 15 de noviembre de 1915. Estuvo solamente seis horas en vuelo con un instructor para pasar el examen.

## La Primera Guerra Mundial
Brown fue hacia Inglaterra el 22 de noviembre de 1915 para realizar un entrenamiento adicional. Estrelló su Avro 504 el 2 de mayo de 1916. Brown caminó  algunos kilómetros hasta un teléfono. Al día siguiente descubrió que su dolor de espalda estaba generado por una rotura en la columna. Estuvo dos meses en un hospital hasta septiembre de 1916.

## Manfred von Richthofen
Según las fuentes oficiales, fue el capitán canadiense Roy Brown quien consiguió matar Manfred von Richthofen, (más conocido como el Barón Rojo).

## Últimos años
Dejó la CVR en 1919 y volvió a Canadá. Luego, fundó una línea aérea y trabajó durante algún tiempo. Cuando la Segunda Guerra Mundial comenzó, procuró alistarse en la nueva Fuerza Aérea Canadiense, pero fue rechazado. Más tarde se incorporó a la política y perdió una elección para la legislatura de Ontario, en 1943. Compró una granja desmantelada y trabajó allí.
Brown murió el 9 de marzo de 1944 con la edad de 50 años de un ataque al corazón.
- Datos: Q201490